# Bicicleta motoritzada

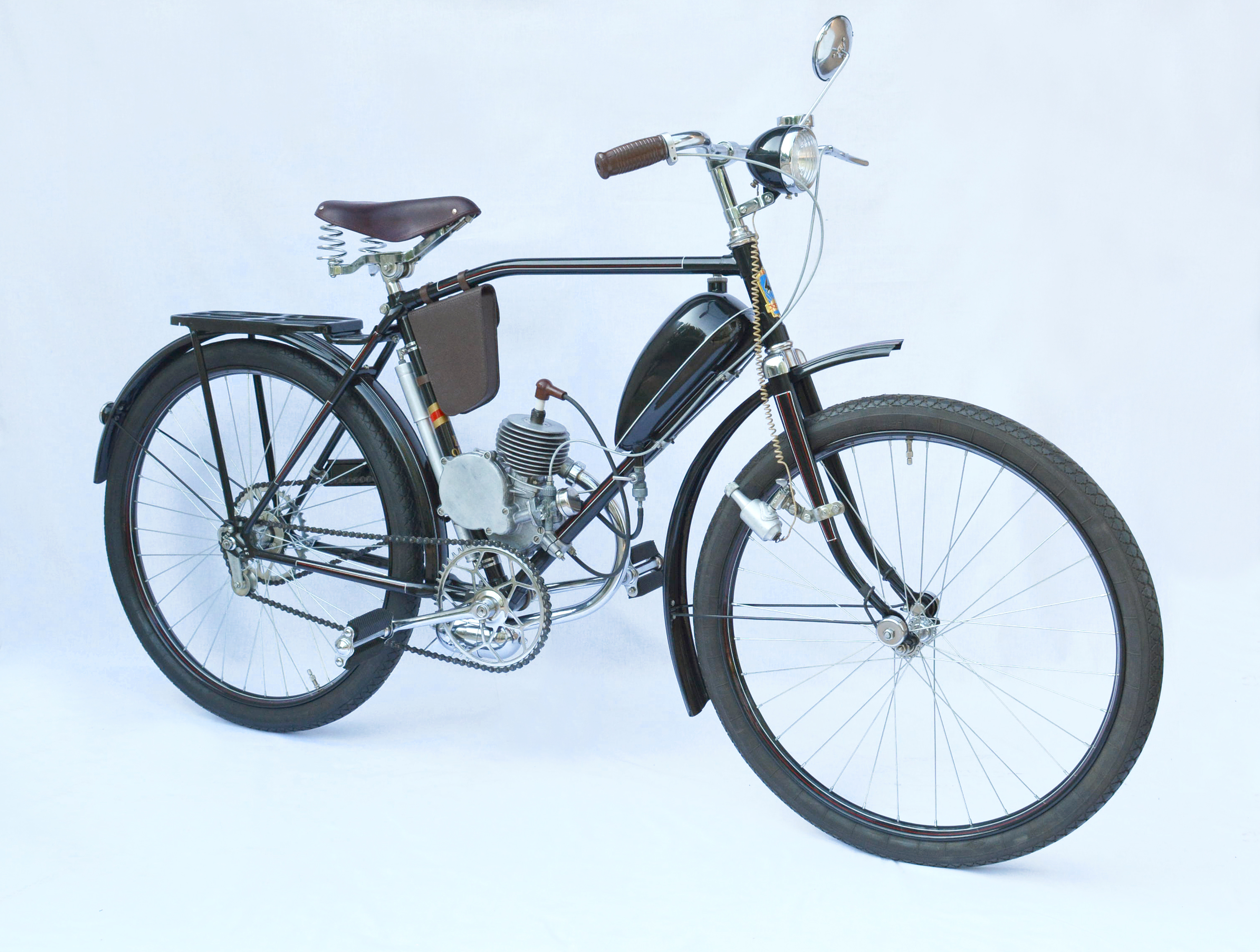
Una B 901 produïda a Khàrkiv (Ucraïna) de 1958 a 1961

Una bicicleta motoritzada, o bicicleta amb motor (anglès: motorized bicycle; alemany: fahrrad mit hilfsmotor, abreujat FmH; italià: bicimotore o velomotore), és un vehicle de dues rodes amb un quadre idèntic o semblant als de les bicicletes i equipat amb un petit motor auxiliar. De vegades, aquesta mena de vehicle es defineix simplement com a "bicicleta".

## Història
Les primeres bicicletes motoritzades es remunten a l'època pionera del motociclisme, però fou immediatament després de la Segona Guerra Mundial, a causa de les necessitats de locomoció popular imposades per la febril activitat de reconstrucció, quan van experimentar una gran difusió i popularitat arreu d'Europa. Atesa la manca de mitjans de transport econòmics i de matèries primeres provocada pel conflicte mundial, la necessitat de subministrar mitjans de locomoció personal de fabricació senzilla a preus baixos va orientar moltes empreses cap a la producció de petits motors d'explosió auxiliars equipats amb transmissió de corró, pensats per a ser instal·lats en bicicletes normals. Aquests motors es venien solts o ja instal·lats a la bicicleta.
En l'intent d'oferir un producte econòmic, alguns fabricants van crear bicicletes motoritzades amb un bastidor lleugerament reforçat i amb una forma especial per a allotjar còmodament el motor i el petit dipòsit de combustible, mantenint sempre, per si de cas, la possibilitat de seguir impulsant el vehicle mitjançant els pedals.
Des de 1946 fins a començaments de la dècada del 1960, la bicicleta motoritzada va representar el nexe comercial entre la bicicleta i la motocicleta lleugera, fins que aquesta mena de vehicle va ser substituït pel ciclomotor, el qual representà la seva evolució tècnica natural, o el microcotxe i l'automòbil utilitari.
Al llarg de l'època daurada de les bicicletes motoritzades hi va haver nombrosos fabricants de motocicletes que en van construir, tot i que els models més reeixits, construïts sota llicència a diversos països europeus, van ser els francesos VéloSoleX i els italians "Cucciolo" (de Ducati), "Mosquito" (de Garelli) i "Aquilotto" (de Bianchi).
Als Països Catalans, fabricants com ara Setter a Elx i Rex a Barcelona van produir diverses versions de motors per a bicicleta i, en alguns casos, bicicletes motoritzades completes. Actualment se'n pot veure una completa mostra a Moià, on el col·leccionista Josep Iglesias dirigeix l'exposició anomenada "Bicicletes de foc".

## Galeria

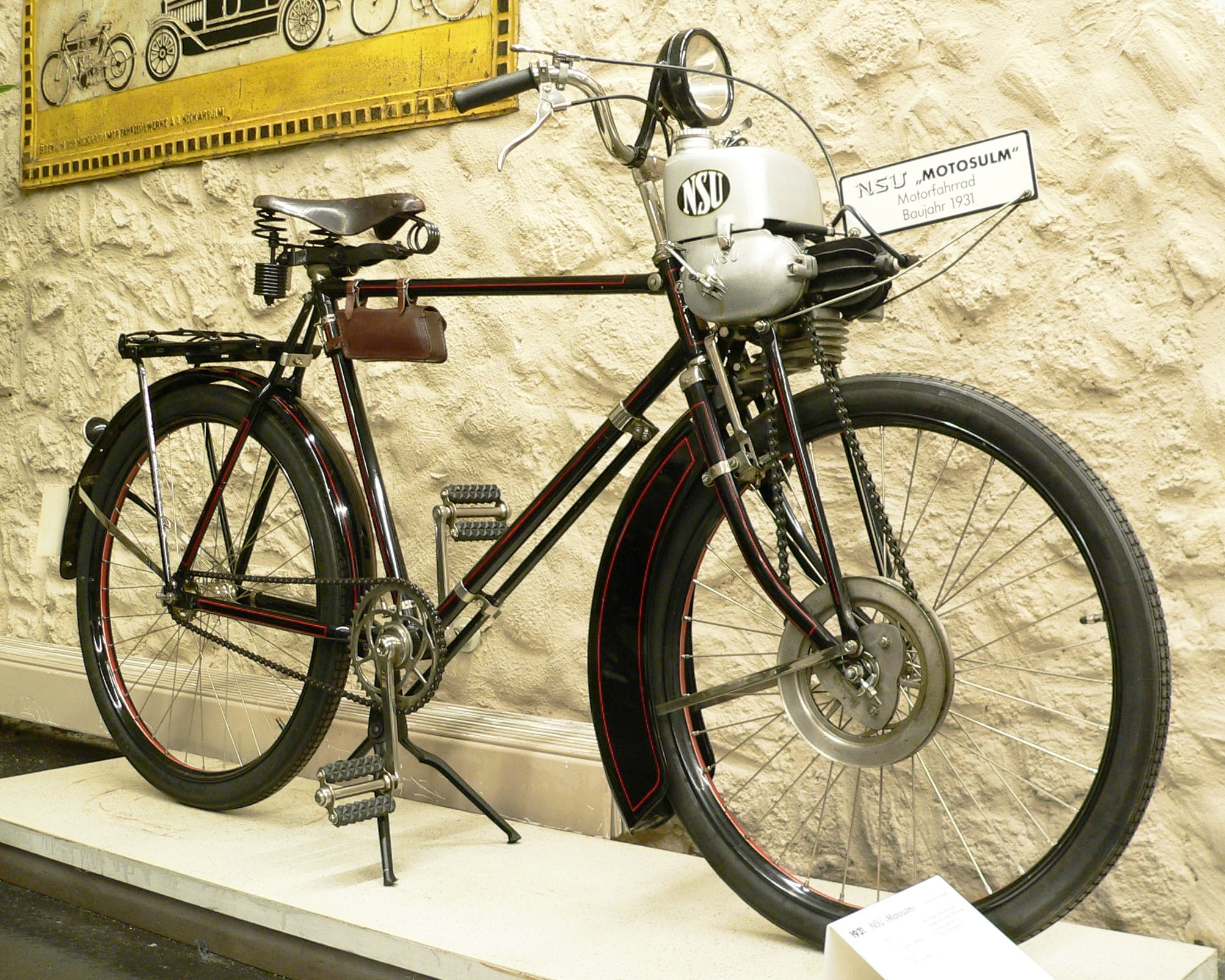
NSU MotoSulm ca. 1931
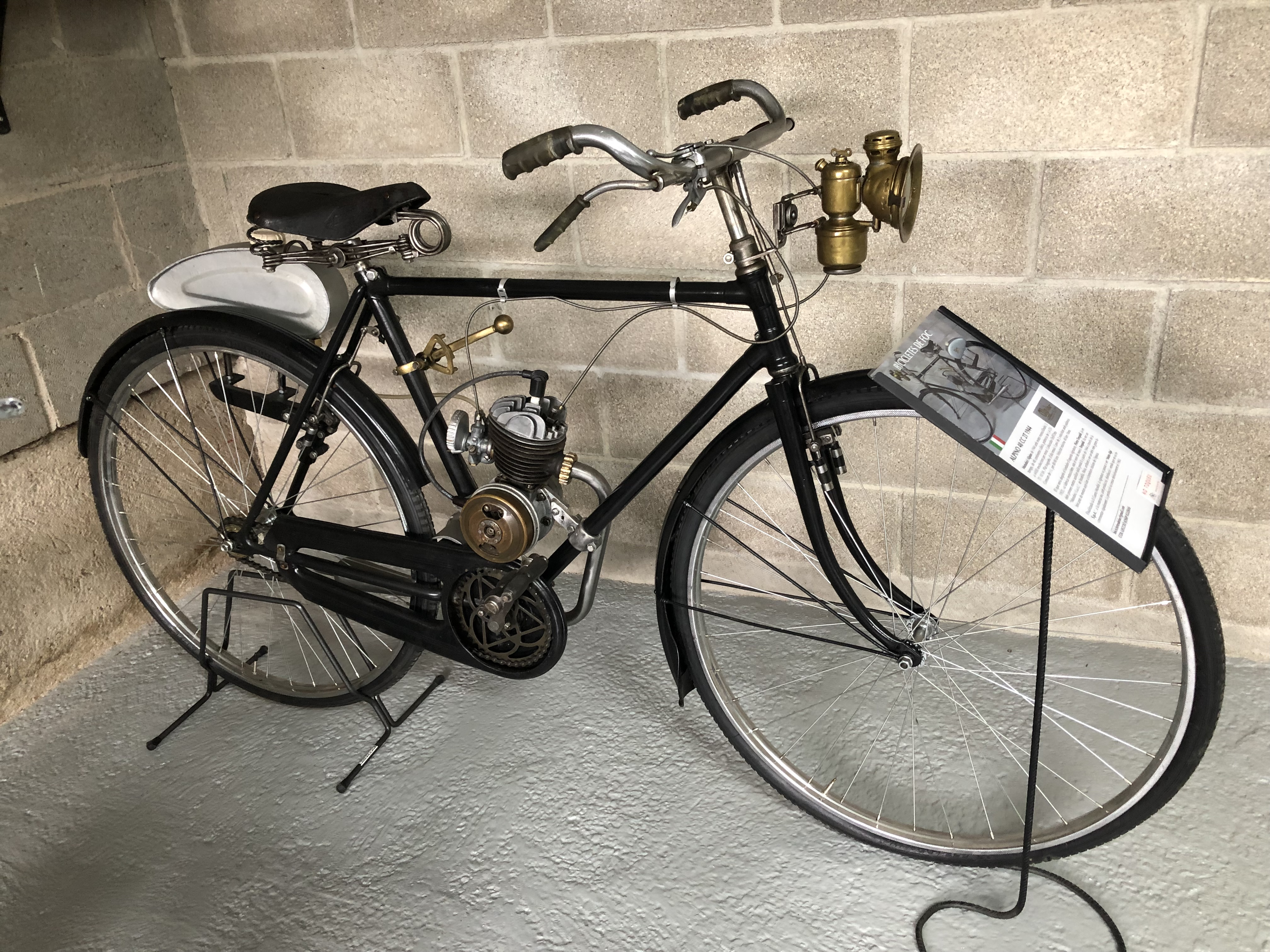
Bicicleta amb motor Alpino 48cc 2T de 1944
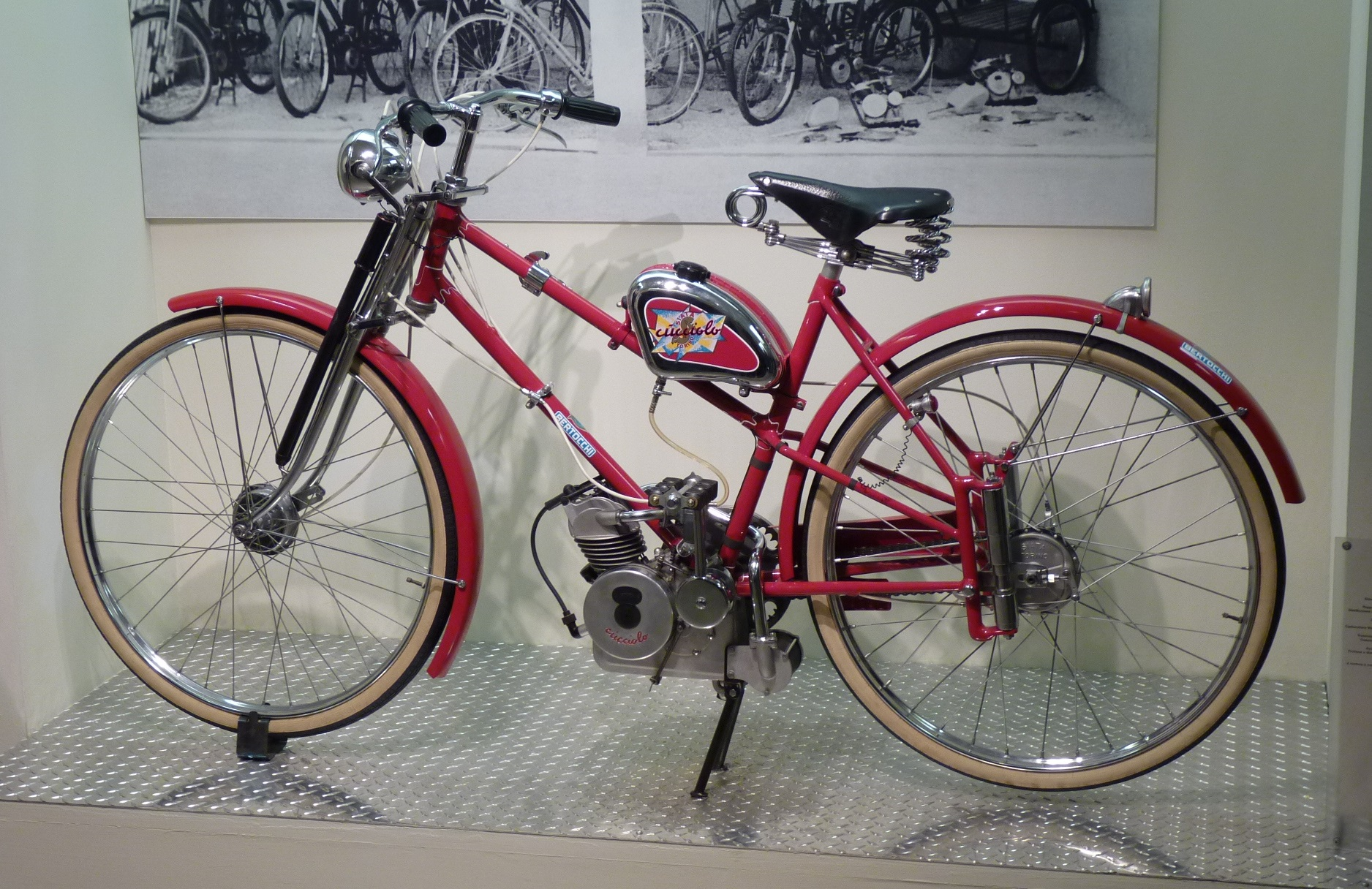
Una Siata-Ducati Cucciolo de 1946
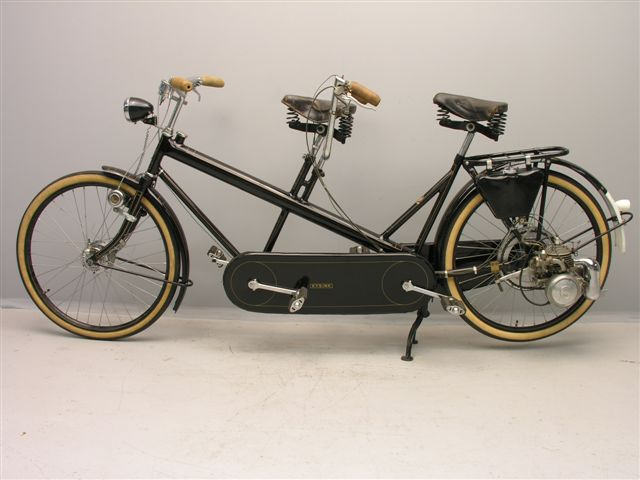
Un tàndem motoritzat alemany Eysink amb motor francès VAP
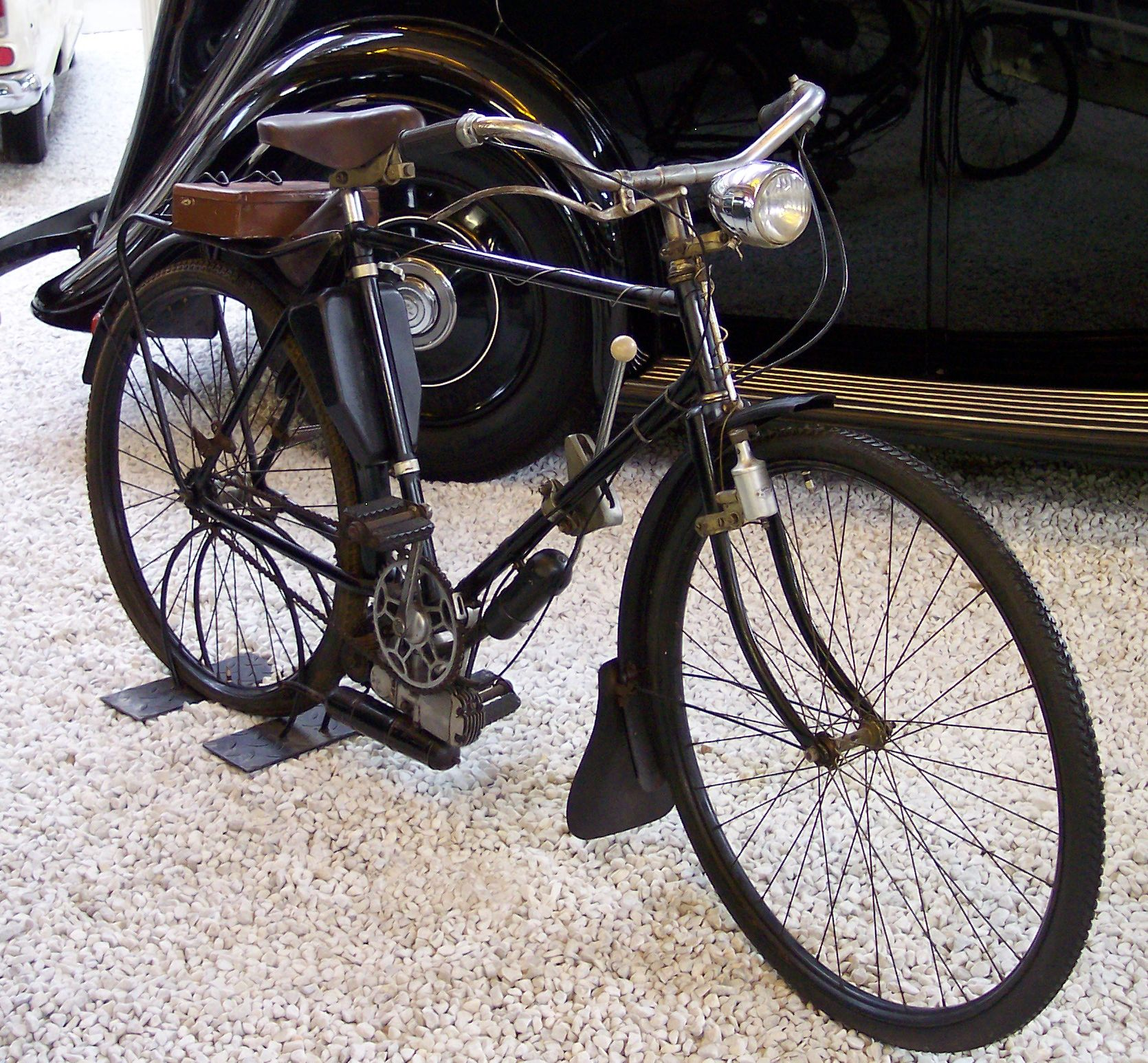
Una Lohmann alemanya ca. 1954
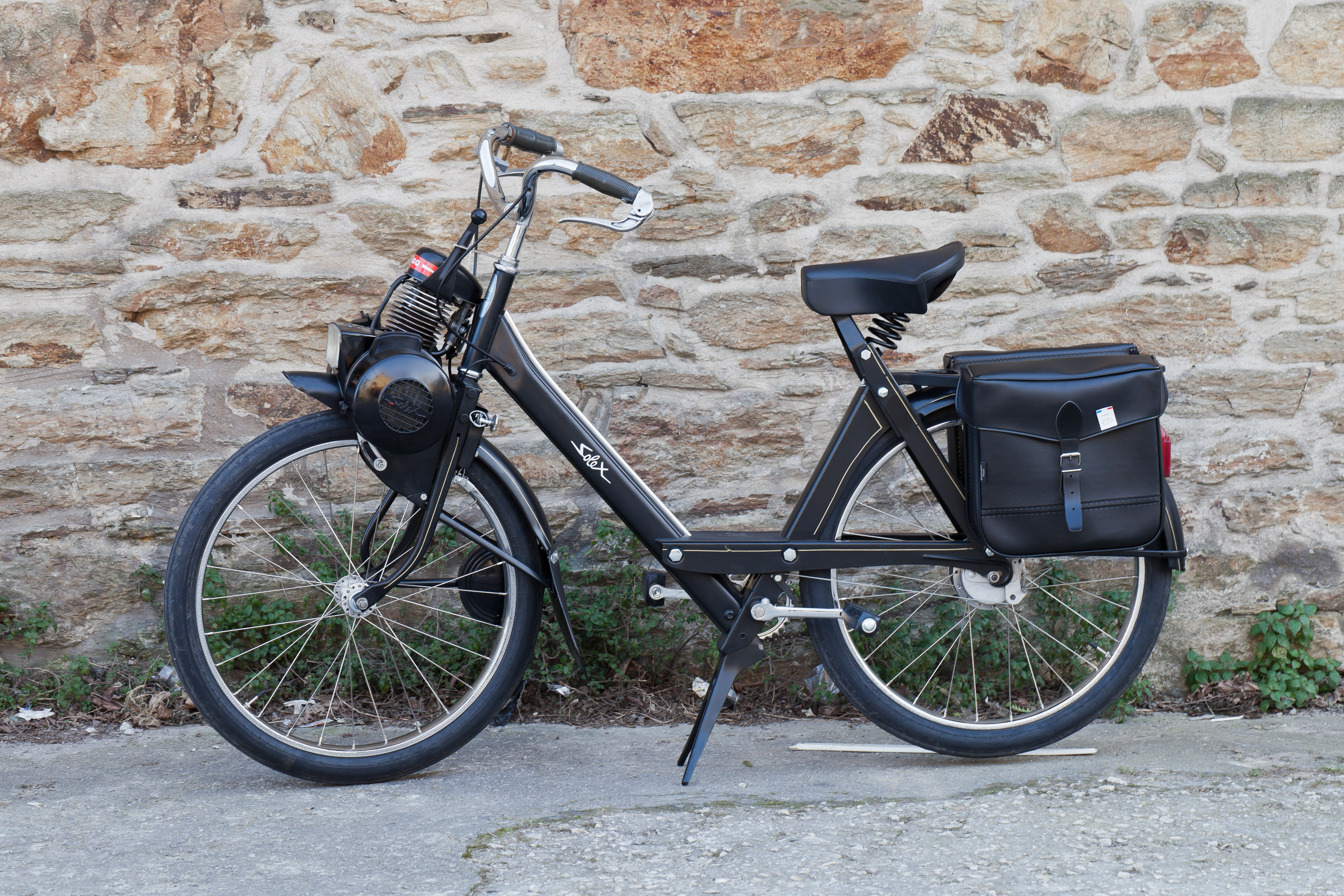
Una VéloSoleX francesa de 1966
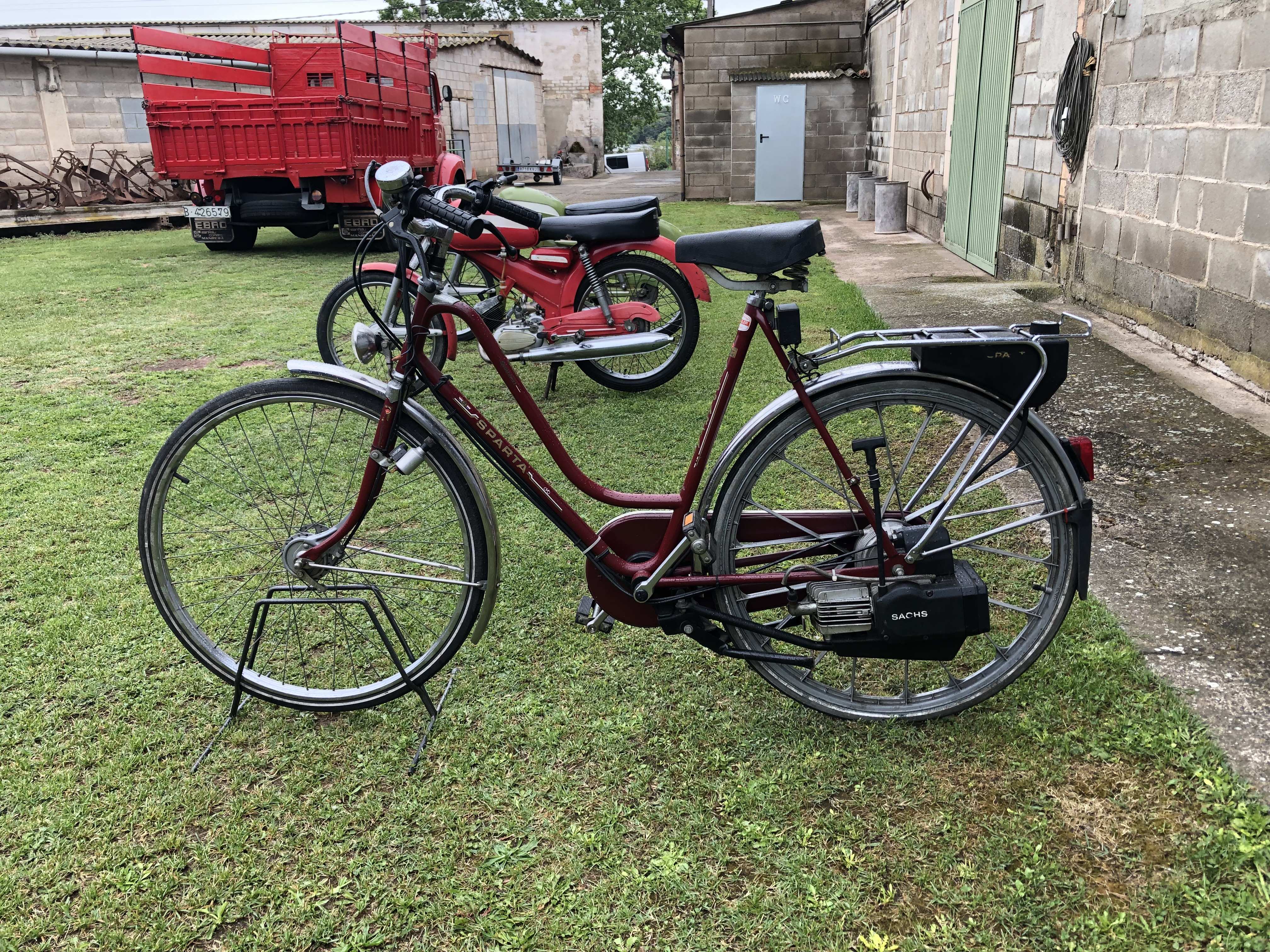
Una Sparta amb motor Sachs